# Järise (Saaremaa)
Järise (Duits: Järis) is een plaats in de Estlandse gemeente Saaremaa, provincie Saaremaa. De plaats heeft de status van dorp (Estisch: küla).
Tot in oktober 2017 lag Järise in de gemeente Mustjala. In die maand ging Mustjala op in de fusiegemeente Saaremaa.

## Bevolking
Het dorp had 13 inwoners op 31 december 2011 en 18 inwoners op 31 december 2021.

## Ligging
De Tugimaantee 86, de secundaire weg van Kuressaare via Võhma naar Panga, komt door Järise.
Ten westen van het dorp ligt het beschermde natuurgebied Järise hoiuala (966,4 ha) met daarin het meer Järise järv (96,4 ha).

## Geschiedenis
Järise werd voor het eerst genoemd in 1645 onder de naam Jerriße Hannuß, een boerderij op het landgoed van Elme (Duits: Magnushof). In 1798 werd Järise genoemd als dorp onder de naam Jerris.
De ruïnes van het landhuis van Elme liggen op het grondgebied van het dorp Endla.